# Ткаченко Михайло Степанович (правник)
Миха́йло Степа́нович Ткаче́нко (1879 , Стародуб, Чернігівська губернія  — 1 січня 1920 , Серпухов, Московська губернія ) — політичний діяч, адвокат. Член РУП, згодом Спілки й УСДРП. У 1917 р. — член Центральної і Малої Рад, генеральний секретар судових справ, а з березня 1918 р.  — Генеральний секретар внутрішніх справ. Після розколу УСДРП (січень 1919 р.) очолював ліву «незалежну» фракцію, яка 1920 перейменувалася на Українську комуністичну партію. Помер у Серпухові від тифу.

## Біографія
Михайло Степанович народився 1879 року в м. Стародубі Ніжинського повіту. Батько його працював чиновником-землеміром. Освіту почав здобувати у Ніжинській гімназії. Згодом почав навчатися на юридичному факультеті Київського університету св. Володимира, де проводив активну громадську діяльність. Зокрема, був одним із лідерів студентської громади університету, входив до складу керівництва Революційної української партії, а також очолював гурток, метою якого була підготовка партійних працівників.
Після закінчення університету Ткаченко розпочав адвокатську практику, при цьому продовжуючи брати участь у громадсько-політичному житті держави. За революційну пропаганду був засуджений до заслання в Архангельську губернію. З метою уникнення покарання, в листопаді 1903 року йому довелось емігрувати до сусідньої Австро-Угорщини і поселитись у Львові.
У 1917-му член УЦР, генеральний секретар судових справ, з січня 1918-го міністр ВС (в уряді Голубовича). Від січня 1919 один з лідерів лівої течії УСДРП (незалежних). За спробу перевороту організованої більшовиками затриманий М. Чеботарівим.
Помер 1 січня 1920 року в Серпухові від плямистого тифу.
Дружина — Романович-Ткаченко Наталя Данилівна, дочка — Ткаченко-Ходкевич Наталя Михайлівна.